# Sebastien Lefebvre
Sebastien Lefebvre   (Montreal, 5 de juny de 1981) és guitarrista en el grup musical canadenc Simple Plan. Va aprendre a tocar la guitarra imitant en Billie Joe Armstrong (Cantant, guitarrista i compositor de Green Day).
Va produir un senzill en solitari titulat "You Are Here/Vous Etes Ici". Aquest fragment es va posar a disposició el 20 d'octubre de 2009. També va publicar un EP de Nadal de tres cançons a duet amb la cantant albetana Katie Rox titulat "Christmas Etc".